# HMS Poseidon (P99)
L'HMS Poseidon (hull classification symbol P99) fu un sommergibile appartenente alla classe Parthian, progettato e costruito da Vickers Shipbuilding and Engineering presso la cittadina di Barrow-in-Furness; commissionato dalla Royal Navy, e fu varato il 22 agosto 1929. Il sommergibile trascorse la maggior parte della sua breve carriera nella regione del Mar Giallo, presso la base navale di Weihai della Royal Navy, nella Cina continentale. Il Poseidon affondò nel 1931, a seguito di una collisione con il piroscafo Yuta a nord di Weihai, e fu segretamente recuperato dalla Cina nel 1972.

## Cronologia di servizio
Verso le ore 12:12 del 9 giugno 1931, mentre si esercitava in superficie con la nave appoggio sommergibili Marazion a 32 km nord dalla base navale di Weihai, nonostante l'eccellente visibilità, il Poseidon entrò in collisione con la nave mercantile cinese SS Yuta.
Trentuno membri dell'equipaggio del sommergibile riuscirono a buttarsi in acqua prima che il battello affondasse, raggiungendo il fondo del mare a 40 metri di profondità. Furono la portaerei HMS Hermes, l'incrociatore pesante HMS Berwick ed il sommergibile HMS Perseus a guidare le operazioni di salvataggio. Il Poseidon era dotato dell'Davis Submerged Escape Apparatus, un sistema di fuga per gli equipaggi entrato in servizio due anni prima:  si trattava di un sistema di respirazione subacquea, costituito da un circuito chiuso che riforniva i sommozzatori di ossigeno puro ed un'ancora galleggiante per rallentare la velocità di risalita. Nonostante il sommergibile non fosse dotato di compartimenti di fuga specializzati o valvole di allagamento, otto membri dell'equipaggio riuscirono a lasciare la barca dall'estremità anteriore della stessa: mentre due di loro non riuscirono a raggiungere la superficie, un altro morì in seguito. In totale morirono ventuno membri dell'equipaggio del Poseidon.
Il successo della fuga di una parte dell'equipaggio portò ad una modifica di una delle policy dell'Ammiragliato britannico, che precedentemente consigliava agli equipaggi di attendere l'arrivo dei soccorsi, e che ora invece ne supportava il tentativo di fuggire dal sommergibile il prima possibile. Questa politica fu annunciata alla Camera dei Comuni nel marzo del 1934.

## Salvataggio
Il salvataggio segreto del sommergibile, avvenuto nel 1972 da parte delle unità di recupero subacquee cinesi, create poco prima dell'accaduto, è stato descritto nel 2002, in un articolo pubblicato sulla popolare rivista cinese Modern Ships.
Il salvataggio divenne noto in Occidente solo quando il ricercatore e giornalista Steven Schwankert trovò l'articolo tramite una ricerca su Google: in seguito egli lesse l'articolo in una biblioteca di Hong Kong.
Nell'ex-cimitero navale britannico, sull'isola di Liugong, un gruppo di storici che ha esaminato il caso dell'affondamento dell' HMS Poseidon ed il suo salvataggio da parte delle unità subacquee cinesi ha trovato le lapidi con i nomi dei marinai dispersi, provviste di date ed epitaffi ancora chiaramente leggibili, disposte in cataste disordinate.
Il ministero della Difesa britannico non ha mai ricevuto risposta alla domanda di cosa ne sia stato dei resti dell'equipaggio. I risultati di questa ricerca sono raccontati nel libro di Schwankert Poseidon: China's Secret Salvage of Britain's Lost Submarine  e nel film documentario The Poseidon Project .